# Wyszyna Machorowska
Wyszyna Machorowska – wieś sołecka w Polsce położona w województwie świętokrzyskim, w powiecie koneckim, w gminie Ruda Maleniecka.
W latach 1975–1998 miejscowość administracyjnie należała do województwa kieleckiego.
Wierni Kościoła rzymskokatolickiego należą do parafii Zwiastowania NMP w Rudzie Malenieckiej.

## Historia
Według jednego z przekazów Wyszyna wzięła swą nazwę od słowa wyszynk, czyli miejsca, gdzie spożywa się alkohol w miejscu jego zakupu. 
Ponoć przy ruchliwym dawniej szlaku na Śląsk istniały trzy zajazdy czy też karczmy, wokół których z czasem powstały osady, czyli dzisiejsze Wyszyny: Rudzka, Machorowska i Fałkowska.
Jednak fakt, że Wyszyna należy do jednej z najstarszych miejscowości w regionie, przemawia za tym, że jej nazwa może pochodzić od staropolskiego słowa wyszyna. Słowo to z biegiem czasu przekształciło się w używane obecnie słowo wyżyna i jak dawniej oznacza teren położony wyżej niż pozostałe. Podobnie jak staropolskie słowa, wyszszy i wyszej wymawia się dzisiaj wyższy i wyżej. Zbliżonymi przykładami nazw miejscowości mogą być Wyszków i Wyszogród. W języku staropolskim można też znaleźć słowa wisznia i wyżnia oznaczające punkty terenowe górujące nad okolicą.
Choć brak szczegółowych opisów miejscowości, co do jej pierwotnego położenia to należy przypuszczać, że dawna Wyszyna mogła znajdować się w pobliżu dzisiejszej Wyszyny Machorowskiej. Świadczyć o tym może najwyższe w tej okolicy wzgórze.
Wyszyna jak również okoliczne wsie musiała istnieć jeszcze przed wzniesieniem kościoła parafialnego w Lipie, co miało miejsce w 1129 roku.
W połowie XV w. do parafii w Lipie należało 6 wiosek między innymi Wyszyna. Natomiast Wola Wyszyńska (Wyszyna Fałkowska), wchodziła w skład dóbr Fałków, której właścicielem był Jan Giżycki herbu Gozdawa. Wieś ta została utworzona z części wsi Wyszyna, a dodany człon nazwy wola oznaczał, że miejscowość czasowo została zwolniona z płacenia dziesięciny.
Jan Długosz w księdze Liber beneficiorum Dioecesis Cracoviensis spisanej w latach 1470-1480 wymienia już trzy miejscowości, którym nadał numeracje od jeden do trzy i były to:
- Wisznya prima czyli Wyszyna pierwsza (Wyszyna Rudzka),
- Wisznya secunda, alias Wiszniczska Wolya czyli Wyszyna druga lub Wyszyńska Wola (Wyszyna Fałkowska) oraz
- Wisznya tertia czyli Wyszyna trzecia (Wyszyna Machorowska)

Wisznia tertia nazywana też górną - obecnie Wyszyna Machorowska została odnotowana przez Długosza, jako własność dziedzica Andrzeja Mniowskiego herbu Nieczuja. Płacił on dziesięcinę kościołowi w Lipie.
Stosunkowo wcześnie oddzieleniu uległa Wola Wyszyńska i weszła w skład dóbr fałkowskich. Natomiast pozostałe dwie Wyszyny z uwagi na to, że występowały pod podobnymi nazwami były często mylone w różnych źródłach. Dlatego też trudno uściślić wiele faktów z dziejów obu miejscowości.
W XIX w. oprócz nazwy Wyszyna pojawiła się nazwa Wyszynka (dzisiejsza Wyszyna Rudzka) używana do dziś przez okolicznych mieszkańców.
Natomiast Wyszynę Fałkowską, należącą w XIX w. do dziedziców Fałkowa-Jakubowskich nazywano Wolą Fałkowską lub Wólką Fałkowską. Dzisiaj najpopularniejsza nazw to Wólka.
Wyszyna w dawnych czasach musiała być dość znaczącą miejscowością. W 1514 roku znajdowała się tu kuźnica żelazna. Natomiast dzisiejsza Ruda Maleniecka wymieniona została dopiero w 1717 roku. Występowała ona wtedy pod nazwą Ruda Wyszyńska i była prawdopodobnie przysiółkiem Wyszyny.
4 lipca 1803 roku Franciszek Saryusz Wolski sprzedał swoje dobra, czyli między innymi Rudę Wyszyńską i Wyszynę księciu Jerzemu Karolowi, landgraffowi de Hessen Darmstadt.
Według opisu z 1825 r. Wyszynka (na Wyszynie) oraz Wesoła i Lisie Jamy należały do majątku Ruda Wyszyńska. W owym czasie zabudowania włościańskie w Rudzie Wyszyńskiej składały się z około 20 chałup. Natomiast w Wyszynce było ich wtedy około 7 krytych słomą. Znajdował się tam również nowo wzniesiony dwór i budynki dworskie. Wszystkie one kryte były gontem. Zabudowa dworska i włościańska, była drewniana. Budynki posiadały podłogi i murowane kominy.
W 1825 roku niemal całe dobra księcia Jerzego Karola dzierżawił Stanisław Bogusławski. Działało też kilku poddzierżawców. Jeden z nich - Teodor Mazarski z Rudy dzierżawił Wyszynkę i miejscową fryszerkę.
W 1826 roku Wyszyna pojawiła się w aktach hipotecznych dóbr Machory. Właścicielem tego rozległego majątku był bankier warszawski i przemysłowiec żydowskiego pochodzenia - Samuel Leopold Antoni Fraenkel.
W tym samym roku Fraenkel sprzedał swemu pasierbowi Józefowi Ludwikowi Laskiemu ów majątek wraz z Wyszyną za sumę 350 000 zł. Okolice Wyszyny stanowiły prawdopodobnie bazę surowcową dla fabryk w dobrach Machory. Niejednokrotnie pojawiają się, bowiem wzmianki w literaturze mówiące o kopalniach gliny zlokalizowanych w obrębie majątku Machory.
Według Towarzystwa Kredytowego Ziemskiego dobra Machory składały się z folwarków: Machory i Wyszyna, osad fabrycznych:Młynek, Nowa Góra, Dąbrowa i Sielec oraz wsi: Adamów, Marcinków, Chełsty, Wyszyna, Jasion, Maliny, Antoniów, Polesie, Młynek, Nowa Góra, Cegielnia i Tama.
Prawdopodobnie, dlatego że miejscowość pozostała w powiązaniu z dobrami Machory z czasem powstała nowa nazwa miejscowości-Wyszyna Machorowska.